# Баранов, Кузьма Васильевич
Кузьма Васильевич Бара́нов (1906 — 1972) — украинский советский инженер, директор Донецкого и Макеевского металлургических заводов в 1947—1953 гг.

## Биография
Родился в 1906 году в селе Улаклы (ныне Донецкая область, Украина) в крестьянской семье. Трудовую деятельность начал в 1919 году. В 1919—1926 годах — рассыльный, токарь Путиловского завода.
Член ВКП(б) с 1925 года. Депутат Верховного Совета Украинской ССР 3—4 созывов (1951—1959). Член ЦК КПУ (1954—1956).
С 1926 года — проверяющий Отдела технического контроля Сталинского металлургического завода.
Образование высшее. Окончил Донецкий индустриальный институт.
До 1941 года работал инженером лаборатории, начальником смены блюминга, начальником блюминга, заместителем главного инженера Сталинского металлургического завода имени И. В. Сталина.
В 1941 эвакуирован в восточные районы СССР. В 1941—1943 годах — заместитель главного инженера, начальник производственно-распорядительного отдела Алапаевского металлургического завода Свердловской области РСФСР.
В 1947—1953 годах — директор Сталинского металлургического завода имени И. В. Сталина (главный инженер в 1943—1947 годах).
В 1953—1956 годах — директор Макеевского металлургического завода имени С. М. Кирова.

## Награды и звания
- Сталинская премия первой степени (1951) — за разработку и освоение новой системы мартеновских печей.